# Nyanga (provincija)
Nyanga je jedna od devet provincija u Gabonu. Pokriva 21.285 km². Sjedište provincije je grad Tchibanga. 
Na jugu dijeli međunarodnu granicu s regijom Kouilou u Republici Kongo.
U Gabonu se graniči sa sljedećim provincijama:
- Ogooué-Maritime
- Ngounié

## Departmani
Nyanga je podijeljen na četiri departmana:
- Basse-Banio
- Douigni
- Haute-Banio
- Mougoutsi